# Diocese de San Martín
A Diocese de San Martín (em latim: Dioecesis Foromartiniensis) é uma diocese localizada na cidade de San Martín, pertencente á Arquidiocese de Buenos Aires na Argentina. Foi fundada em 10 de abril de 1961 por São João XXIII. Com uma população católica de 564.337 habitantes, sendo 73,0% da população total, possui 40 paróquias com dados de 2017.

## História
A Diocese de San Martín foi criada em 10 de abril de 1961 por São João XXIII. com partes da Diocese de Lomas de Zamora e da Diocese de Morón. Em 11 de julho de 1978 a diocese sofreu uma divisão do qual foi criada a Diocese de San Miguel. 

## Lista de bispos
A seguir uma lista de bispos desde a criação da diocese. 
|                | Nome                          | Período    | Notas                                    |
| Bispos         | Bispos                        | Bispos     | Bispos                                   |
| -------------- | ----------------------------- | ---------- | ---------------------------------------- |
| 6º             | Martín Fassi                  | 2020-atual |                                          |
| 5º             | Miguel Ángel D'Annibale       | 2018-2020  |                                          |
| 4º             | Guillermo Rodríguez-Melgarejo | 2003–2018  |                                          |
| 3º             | Raúl Omar Rossi               | 2000–2003  |                                          |
| 2º             | Luis Héctor Villalba          | 1991-1999  | Nomeado Arcebispo de Tucumán             |
| 1º             | Manuel Menéndez               | 1961-1991  |                                          |
| Bispo-auxiliar |                               |            |                                          |
|                | Han Lim Moon                  | 2014-2020  | Nomeado Bispo-coadjutor de Venado Tuerto |
|                | Horacio Alberto Bózzoli       | 1973-1975  | Nomeado Bispo-auxiliar de Buenos Aires   |